# Rivula brunnea
Rivula brunnea là một loài bướm đêm trong họ Erebidae.